# Dendrobium legareiense
Dendrobium legareiense är en orkidéart som beskrevs av Johannes Jacobus Smith. Dendrobium legareiense ingår i släktet Dendrobium, och familjen orkidéer. Inga underarter finns listade i Catalogue of Life.